# Islão na Mauritânia

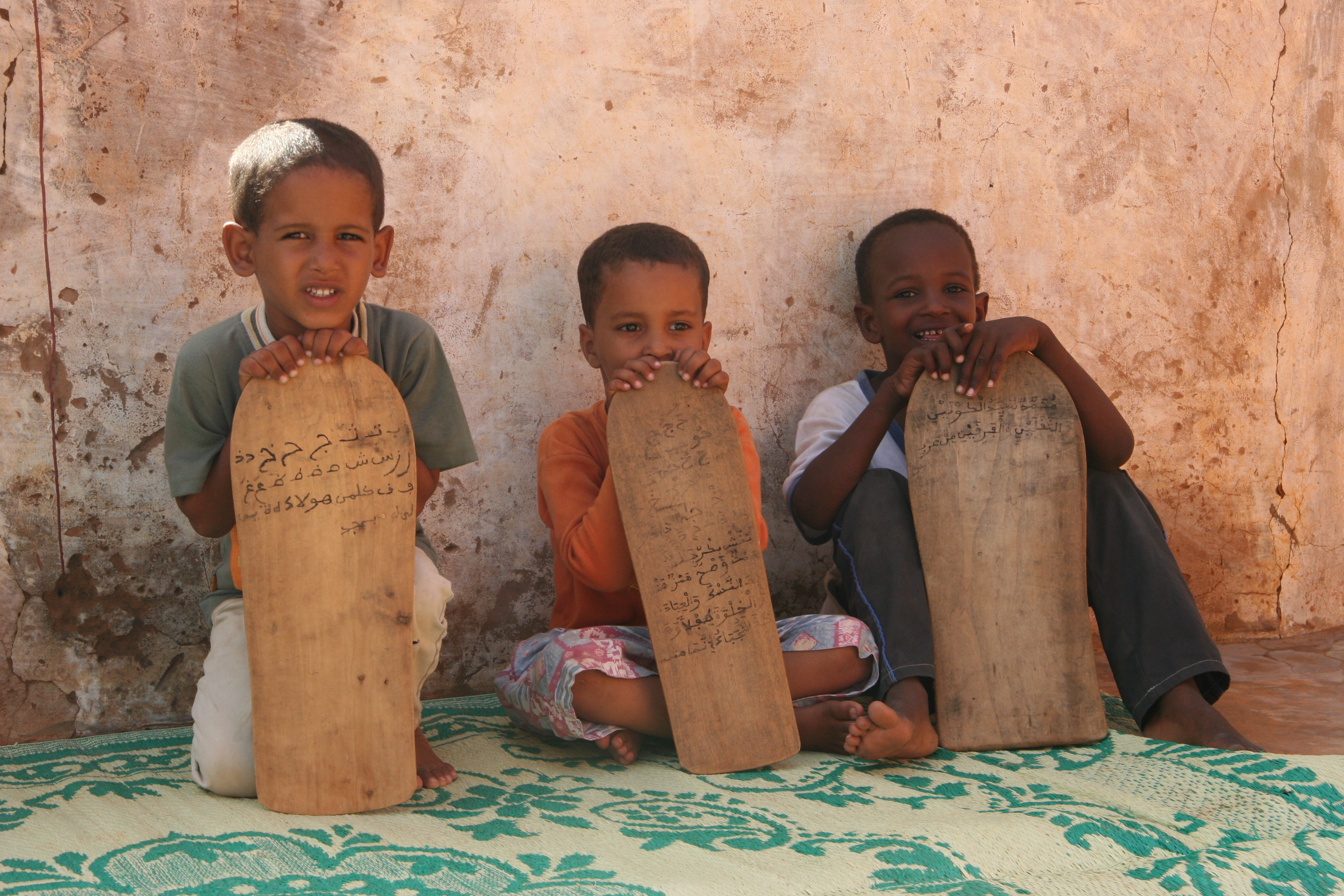
Crianças estudando o Alcorão na Mauritânia

O islã é a principal religião da Mauritânia. Virtualmente todos os mauritanos são sunitas, e seguem a escola (madhhab) maliquita, uma das quatro principais vertentes jurídicas do sunismo.
Desde a independência do país em 1960, a Mauritânia é uma república islâmica. A Carta Constitucional de 1985 declarou o islã como a religião de Estado, e a xaria como a lei oficial.
A religião islâmica chegou à África Ocidental com o movimento de comerciantes e artesãos muçulmanos, e foi promovida posteriormente pelos fundadores das fraternidades ou confrarias islâmicas (tariqas). Embora estas confrarias tenham tido papel crucial na expansão inicial do islã, elas só vieram a assumir certa importância como ordens religiosas quando tentaram fazer da religião uma força para promover a expansão de identidades e lealdades além dos limites do parentesco. A paz relativa trazida à região pela administração colonial francesa, e o ressentimento cada vez maior contra a dominação externa contribuíram para o aumento do poder e da influência destas irmandades. Nas últimas décadas, estas ordens têm se oposto ao tribalismo, revelando-se um elemento indispensável para o crescimento do sentimento nacionalista.
Na década de 1980 duas tariqa, a Cadiria (Qadiriyyah) e a Tidjania (Tidjaniyyah) eram responsáveis por toda a filiação de mauritanos a confrarias. As duas ordens eram "caminhos" essencialmente paralelos, diferentes acima de tudo nos métodos que utilizavam para recitar as litanias; as doutrinas islâmicas e obrigações religiosas eram basicamente as mesmas. Duas confrarias menores também existiram no país a Chadilia (Shadhiliyyah), centrada em Boumdeït, na região de Tagant, e a Goudfiya, nas regiões de Tagant, Adrar, Hodh ech Chargui, e Hodh el Gharbi.
À medida que o islamismo se expandiu para oeste e sul na África, diversos elementos dos sistemas religiosos indígenas foram absorvidos e acabaram por alterar as práticas islâmicas locais. Por exemplo, a tradição islâmica mauritana passou a incluir uma variedade de espíritos e seres sobrenaturais, ao mesmo tempo em que reconhecida Alá como único Deus; muitos muçulmanos mauritanos costumam acreditar nestes diversos espíritos menores, que aparentemente foram transformados, de suas origens nas crenças pré-islâmicas, e são vistos como espíritos islâmicos.